# Восточно-Африканское почтовое объединение

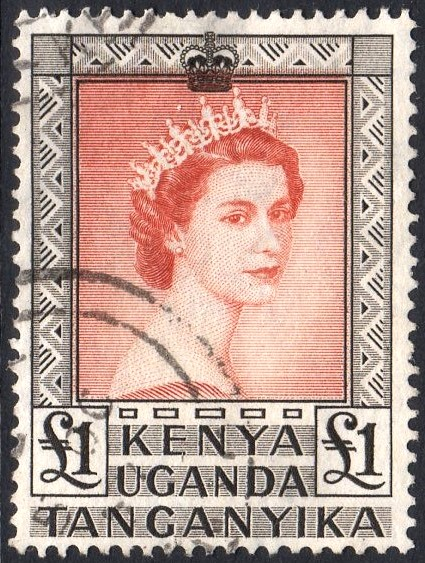
Почтовая марка Восточно-Африканского почтового объединения, 1954 г.

Восточно-Африканское почтовое объединение — объединённая почтовая администрация британских колоний в Восточной Африке, существовавшая в 1922—1975 годах и осуществлявшая эмиссию почтовых марок для соответствующих территорий.
С 1922 года британские колониальные владения в Восточной Африке находились под управлением объединённой администрации, в том числе почтовой. С того же 1922 года объединённая почтовая администрация выпускала почтовые марки для Кении и Уганды. В 1935 году в почтовое объединение вошла Танганьика. На выпускавшихся Восточно-Африканским почтовым объединением марках была надпись (англ. «Kenya, Uganda, Tanganyika» («Кения, Уганда, Танганьика»). Расположение слов названия на почтовых марках разных номиналов различалось.
После провозглашения независимости соответствующих стран почтовое объединение сохранилось. В 1964 году в его состав вошёл Занзибар, а с 1965 года — Танзания как объединение Танганьики и Занзибара. В 1961—1975 годах каждое из входивших в состав почтового объединения государств эмитировало также свои почтовые марки, преимущественно стандартные.
В 1975 году Восточно-Африканское почтовое объединение прекратило свое существование.